# Кожевников, Иннокентий Серафимович
Инноке́нтий Серафи́мович Коже́вников (1 (13) ноября 1879 — 15 апреля 1931) — активный участник Гражданской войны, один из организаторов партизанской борьбы в тылу белых. Член Коммунистической партии с 1917 года. В Красной Армии с 1918 года.

## Биография
Родился в с. Бочкарёво, ныне Киренского района Иркутской области в крестьянской семье. Трудовую биографию начинал рабочим, но находил возможность учиться — окончил экстерном гимназию и позже учился в Харьковском коммерческом институте. В 1915—1917 годах служил механиком на Харьковском телеграфе.
Октябрьскую революцию 1917 года Кожевников принял восторженно и вскоре был назначен комиссаром Харьковского почтово-телеграфного округа.
С февраля 1918 года он — чрезвычайный комиссар 5 южных почтово-телеграфных округов. 11 марта был назначен Наркомом почт и телеграфов Донецко-Криворожской республики. С мая по сентябрь этого же года — чрезвычайный комиссар по связи всех фронтов.
В сентябре 1918 года Иннокентий Серафимович был направлен уполномоченным ВЦИК по организации партизанской борьбы в Татарии и Башкирии.
В августе 1918 года РВС решил направить в тыл белогвардейских войск на восточном фронте экспедиционный партизанский отряд Всероссийского центрального исполнительного комитета.
Удостоверением № 19375, датированным сентябрём 1918 года и подписанным председателем ВЦИКа Яковом Свердловым, организация и ведение партизанской войны в тылу чехословаков с непосредственным подчинением Реввоенсовету республики были поручены уполномоченному ВЦИКа Иннокентию Кожевникову.
Военная часть плана партизанской экспедиции была рассмотрена и одобрена председателем Реввоенсовета республики Львом Троцким и Главкомом Восточного фронта Иоакимом Вацетисом. Отряд Кожевникова, сформированный в основном из посланцев Курского, Нижегородского и Астраханского почтово-телеграфных округов, численностью 500 человек должен был регулярными ударами по тылам белых помогать Красной Армии, наступающей с фронта.
«Кожевниковцы» вышли из Москвы 30 сентября и 6 октября 1918 года прибыли в Челны. Здесь, оставив необходимый гарнизон, отряд выступил в поход по тылам белогвардейцев. В ноябре 1918 года численность отряда достигла 12 тыс. человек, и распоряжением командования экспедиционный отряд ВЦИКа стал именоваться «Партизанская Красная Армия». Отряд был реорганизован в 9 самостоятельных отрядов и 2 артиллерийских дивизиона, при этом 7 партизанских отрядов действовали в пределах Татарстана.
В начале декабря 1918 года из Москвы поступил приказ о передислокации партизанской армии ВЦИКа через железнодорожную станцию Бугульма на Южный фронт и сосредоточении её в районе Нового Оскола Курской губернии. 6 декабря 1918 года в Курск прибыл первый эшелон бойцов-партизан. В январе 1919 года в отрядах Кожевникова насчитывалось более 30 тыс. человек, которые участвовали в сражениях за Купянск, Старобельск и Луганск. Вскоре на базе этих боевых сил была сформирована 13-я армия под командованием Кожевникова: основную массу личного состава армии составляли уроженцы Татарстана.
Член Реввоенсовета Южного фронта Иосиф Ходоровский (1885—1938) 5 февраля 1919 года в телеграмме Свердлову сообщал: «В армии Кожевникова имеется свыше 10 тысяч мусульман».
С декабря 1918 года Кожевников — командующий группой войск Курского, а с февраля 1919 года — Донецкого направлений.
С 5 марта по 9 мая 1919 года командовал 13-й армией, созданной на базе войск Донецкой группы.
В 1920 году Кожевников служил на Волжско-Каспийской флотилии, был комиссаром отряда.
В 1921 году биография его кардинально меняется: он был назначен товарищем (заместителем) министра иностранных дел Дальневосточной республики.
В мае 1921 года Кожевникова направлен эмиссаром в Приморский край для организации партизанского движения. В 1922—1923 годах Кожевников — полномочный дипломатический представитель в Бухарской народной республике, а с 7 февраля по 28 августа 1923 года полномочный представитель в Литве, а в период с 1924 по 1926  годах работал в Наркомате почт и телеграфов.
Блестящая для своего времени карьера Кожевникова закончилась 21 января 1926 года, когда он был арестован органами ОГПУ и отправлен на Соловки. В момент ареста значился зам. председателя профсовета города Алдана, при этом адрес оставался — Москва ул. Моховая, д. 11, кв. 25. Исключён из ВКП(б), при повторном аресте беспартийный.
В 1929-1930 годах «Соловецким Криминологическим Кабинетом» была организована «Колония для малолетних преступников» (для детей 12-16 лет), которых в Соловках было несколько сотен, несмотря на то, что по законам того времени ещё нельзя было детей до 16-летнего возраста карать концлагерем. Позднее, в 1935 году, в процессе борьбы с беспризорностью был издан закон, по которому даже 12-летние дети могли караться расстрелом. Эта «Детколония», носила официальное название «Исправительно-трудовая колония для правонарушителей младших возрастов от 25 лет». Начальником «колонии» был заключённый Кожевников.
В 1931 году Кожевников бежал из лагеря, прислав начальству ИСО (информационно-следственного отдела) большой пакет, в котором находился «Манифест Императора Иннокентия I».
Вскоре Кожевников был пойман, жестоко избит (он оказал сопротивление), а затем освидетельствован комиссией врачей-психиатров, причём каждый из врачей осматривал и давал заключения в отдельности. Профессор, доктор М. А. Жижиленко (тайный епископ катакомбной церкви) и И. Л. Солоневич дали одинаковые заключения о том, что Кожевников душевно больной параноик, но третий эксперт, врач Шалаевский, заподозрил симуляцию. Тогда из Кеми был вызван на экспертизу известный психиатр профессор д-р В. Н. Финне, подтвердивший душевное заболевание Кожевникова.
После этого Кожевников был увезён в Москву. 10 апреля 1931 года по обвинению в побеге из мест заключения и контр-революционной деятельности приговорён Коллегией ОГПУ к расстрелу, приговор приведён в исполнение 15 апреля 1931 года. Реабилитирован в июле 1967 года.